# عطرور
عُطْرُور أو الكلورانط (الاسم العلمي: Chloranthus) هو جنس من النباتات يتبع الفصيلة الكلورانطية من رتبة الكلورانطيات.